# Украинская универсальная биржа
ООО «Украинская универсальная биржа» (УУБ; укр. Українська універсальна біржа) – украинское предприятие, лицензированная в НКЦБФР  товарная биржа, представленная филиалами во многих областях Украины. Является аккредитованной официальной площадкой системы публичных закупок Prozorro и системы Prozorro.Продажи.

## История
Украинская универсальная биржа основана 18 ноября 1997 года с целью принятия активного участия в рыночной трансформации экономики Украины и была одной из первых профессиональных организаций в государстве, которая начала заниматься предоставлением полного спектра биржевых услуг. Товарная биржа УУБ занимала передовые места по объёмам реализованной угольной и сельскохозяйственной продукции, необработанной древесины, сырой нефти, газовому конденсату и сжиженному газу. Одна из первых получила лицензию Нацкомиссии по ценным бумагам и фондовому рынку на проведение профессиональной деятельности на организованных товарных рынках в соответствии с новым ЗУ «О товарных биржах» и приступила к торгам необработанной древесиной по новым правилам.
- 2004 г. — распоряжением КМУ «О предоставлении полномочий на реализацию списанного военного имущества Вооруженных Сил» от 13.12.2004 г. № 894-р, биржи предоставлены полномочия на реализацию списанного военного имущества Вооруженных Сил.
- 2011 г. — получила лицензию на проведение земельных торгов — серия АГ № 583015 от 14.01.2011 года по продаже земельных участков и прав аренды на них.
- 2012 г. — УУБ по результатам конкурса в ГНС Украины внесен в перечень уполномоченных бирж, с которыми органы ГНС Украины могут заключать договора об организации продажи имущества налогоплательщиков, находящегося в налоговом залоге (Письмо ГНС Украины от 05.01.2012 года № 26/ /19-9015).
- 2012 г. — с этого года УУБ является одной из 4 бирж, уполномоченных Минэкономразвития по проведению электронных биржевых торгов по реализации угольной продукции согласно результатам соответствующего конкурса.
- 2013 г. — заключен договор № 365 от 22.10.2013 года с ФГИУ об организации продажи имущества, находящегося в государственной и коммунальной собственности.
- 2014 г. — УУБ победитель конкурса ФГИУ по определению организаторов аукционов по отчуждению объектов государственной собственности.
- 2014 г. — получила от Фонда государственного имущества Украины Сертификат оценочной деятельности под № 16049/14.
- 2014 г. — УУБ признали победителем конкурса и единственным организатором спотовых торгов по продаже нефти сырой, газового конденсата и сжиженного газа добычи государственных компаний.
- 2014 г. — УУБ стала членом Ассоциации «Биржевые и электронные площадки».
- 2015 г. — решением исполнительной дирекции ФГВФЛ № 005/15 — УУБ включена в перечень лиц, имеющих право предоставлять свои услуги уполномоченным лицам Фонда гарантирования при выводе неплатежеспособного банка с рынка или ликвидации банка
- Сентябрь 2016 г. — УУБ присоединилась к проекту публичных закупок Прозорро.
- Февраль 2017 г. — на УУБ были проведены первые электронные биржевые торги с элементами аукциона по реализации необработанной древесины.
- 2017 г. — УУБ присоединяется к проекту Прозорро. Продажи.
- Июль 2021 г. — происходит реорганизация (преобразование) Украинской универсальной биржи в ООО «Украинская универсальная биржа» (соответственно требованиям ЗУ «О внесении изменений в некоторые законодательные акты Украины об упрощении привлечения инвестиций и внедрении новых финансовых инструментов» № 738-IX от 19 июня 2020 г.).
- 30.09.2021 г. — ООО «УУБ» получила лицензию Нацкомиссии по ценным бумагам и фондовому рынку на проведение профессиональной деятельности на организованных товарных рынках — деятельности по организации торговли продукцией на товарных биржах[1].
- Октябрь 2021 г. — УУБ провела первые биржевые торги необработанной древесиной по новым правилам[2], которые стали достаточно успешными. За несколько недель к торгам на УУБ присоединились лесоводы нескольких областей: Полтавской, Черкасской, Харьковской, Винницкой, Кировоградской, Луганской, Ровенской, Сумской. Лесопользователи реализуют на первых же торгах по 98-100 % сырья.

## Направления биржевой деятельности
Основными направлениями биржевой деятельности ООО «Украинская универсальная биржа» являются:
- организация электронных биржевых торгов по купле-продаже необработанной древесины и пиломатериалов;
- продажа имущества налогоплательщиков, находящегося в налоговом залоге (как уполномоченная товарная биржа, определенная центральным органом исполнительной власти, реализующим государственную налоговую политику, на конкурентной основе);
- продажи на аукционах и биржевых торгах бесхозного и другого имущества, перешедшего в собственность государства.

Кроме того, ООО «Украинская универсальная биржа» является
- официальной электронной площадкой публичных закупок Украины Prozorro (tender.uub.com.ua), авторизованной Министерством экономического развития и торговли;
- аккредитованной электронной площадкой системы Prozorro.Продажи (sale.uub.com.ua) по всем направлениям деятельности.

## Электронная площадка ООО «Украинская универсальная биржа» системы публичных закупок Прозорро
1 августа 2016 использование электронной системы публичных закупок Prozorro стало обязательным для всех государственных заказчиков. Электронная площадка ООО «Украинская универсальная биржа» (https://tender.uub.com.ua/) сразу начала процесс аккредитации в проекте. За годы работы на площадке УУБ помогли принять участие в тендерах до 20 000 поставщикам.
Эксперты площадки Украинской универсальной биржи с приглашенными спикерами от журнала «Советник в сфере государственных закупок» постоянно проводят обучающие семинары для поставщиков: как для начинающих, так и для профессионалов (знакомят с нововведениями в системе закупок). Все новости в публичных закупках можно также узнать в видео обзорах на Ютуб-канале УУБ.

## Электронная площадка ООО «Украинская универсальная биржа» системы Прозорро. Sale
В конце 2016 года в государстве стартовал проект по продаже и аренде имущества на онлайн аукционах – Прозорро.Продажи. В 2017 году электронная площадка ООО «Украинская универсальная биржа» (https://sale.uub.com.ua/) аккредитовалась в системе и ныне успешно работает по всем направлениям торгов:
- малая приватизация;
- аренда государственного и коммунального имущества;
- продажа и аренда земельных участков;
- продажа активов банков-банкротов;
- спецразрешения на добычу недр;
- реализация имущества банкротов;
- аренда грузовых вагонов Укрзализныци;
- активы негосударственных компаний;
- металлолом;
- авто.
За 5 лет работы в системе Прозорро. Продажи на площадке УУБ помогли подготовить участникам более 15 тысяч предложений на торги, по результатам которых бюджеты разных уровней получили почти 4,5 млрд грн. Среди других достижений:
- При запуске новых рынков площадка УУБ всегда одной из первых готовит техническую настройку и проходит соответствующее тестирование. Один из последних примеров – запуск земельных торгов на электронных аукционах. По итогам первого месяца работы этого рынка – маркетплейс вышел в лидеры [3] по количеству подготовленных участников к земельным торгам;
- Площадка УУБ была одной из первых, где выставили лоты малой приватизации при запуске этого направления торгов. За пару месяцев здесь успешно провели более 50 аукционов и вышли в лидеры среди электронных площадок;
- По итогам аукционов в 2019 году площадка Украинской универсальной биржи стала безоговорочным лидером торгов на Прозорро.Продажи;
- Из 11,8 млрд грн полученных по итогам аукционов 2020 года более 1 млрд грн уплатили победители, работавшие на площадке УУБ;
- За 11 месяцев 2021 года маркетплейс среди лидеров системы Прозорро.Продажи по уровню доходов в бюджеты разных уровней;
- По результатам экспериментального проекта по продаже необработанной древесины на Прозорро.Продажи на площадке УУБ подготовили наибольшее количество победителей этого направления торгов.

Самые перспективные и дорогие лоты, которые приобрели через площадку УУБ.
1. Главный офис в Киеве обанкротившегося банка «Хрещатик» (это административный дом на 7500 кв.м. по ул. Прорезной, 8),
2. Столичные офисы обанкротившегося «ВТБ Банка» (здание премиум-класса на пересечении улицы Пушкинской и бульвара Тараса Шевченка площадью 6000 кв. м. и 12,3 тыс. кв.м. по ул. Смоленской, 31-33),
3. Главный офис «Родовид банка», который тоже находится в процессе ликвидации (здание по ул. Петра Сагайдачного, 17 в Киеве, площадь – 6 тыс. кв.м.),
4. Целостный имущественный комплекс завода «Одессавинпром»,
5. Целый ряд спиртзаводов в разных регионах: Иваньковское МПД (Черкасская обл.), Тхоровское МПД (Киевская обл.), Должокское МПД (Хмельницкая обл.), Хоростковское МПД (Тернопольская обл.), Луцкое МПД (Волынская обл.), Овечацкое МП (Винницкая обл.), Войтицкое МПД (Львовская обл.) и другие,
6. Земельный участок в 30 га под Киевом с назначением под застройку,
7. Сооружения и оборудование шахты им. М.И. Сташкова в Днепропетровской обл.

## Контакты, филиалы и представительства
ООО "Украинская универсальная биржа" находится по адресу: Украина, 36039, г. Полтава, ул. Шевченко, 52 (4 этаж).
ООО УУБ имеет филиалы в основных экономически развитых регионах Украины: Киев, Сумы, Харьков, Днепропетровск, Запорожье, Одесса. Есть также представительства в Кременчуге и Ахтырке.
Менеджеры электронной площадки ООО «Украинская универсальная биржа» системы публичных закупок Прозорро работают во всех регионах Украины.
Широкая сеть и официальных представительств площадки ООО «Украинская универсальная биржа» системы Прозорро.Продажи в стране: Киев, Одесса, Херсон, Запорожье, Днепр, Харьков, Сумы, Кременчуг, Ахтырка.